# Sociedad Internacional de Derecho del Trabajo y de la Seguridad Social
La Sociedad Internacional de Derecho del Trabajo y de la Seguridad Social es una asociación internacional no gubernamental que tiene como objetivos el estudio con fines científicos del derecho del trabajo y de la seguridad social, a nivel nacional e internacional, la promoción del intercambio de ideas, de informaciones comparativas, así como la colaboración estrecha entre universitarios, juristas y otros especialistas en el campo del derecho del trabajo y de la seguridad social. Su cometido es de naturaleza exclusivamente científica, independientemente de toda consideración de orden político, filosófico o religioso y fue creada en Bruselas en junio de 1958 mediante la fusión de la Sociedad Internacional de Derecho Social (Congreso de São Paulo, 1954, y de Bruselas, 1958) y de los Congresos Internacionales de Derecho del Trabajo (Congreso de Trieste, 1951, y Congreso de Ginebra, 1957).

## Creación
Han sido señalados como precursores de la entidad el Profesor Renato Balzarini, de Trieste, y el Profesor A. E. Cesarino Jr., de São Paulo que comprendieron que era necesaria la creación de una asociación internacional que se ocupara de las prolongaciones de los derechos internos del trabajo fuera de cada país, de las relaciones de los diferentes derechos nacionales entre ellos, así como de la influencia recíproca del derecho internacional y de los derechos internos en este campo. 
Por iniciativa del Profesor Balzarini la Universidad de Trieste y el Instituto internacional de Derecho del Trabajo de Roma convocaron el I Congreso Internacional de Derecho del Trabajo a realizarse en Trieste en 1951. Los temas a debatir eran la formación del derecho internacional del trabajo y la formación de un derecho común del trabajo; es decir, de la codificación del derecho del trabajo, y participaron eminentes juristas de Europa y  de América. Se votó entonces  una moción con vistas a la creación de una organización internacional de los juristas del trabajo que debía constituirse junto con la Société internationale de droit social (SIDDS), creada en 1950 por el Profesor Cesarino con sede en São Paulo. La SIDDS había sido constituida en 1954 en São Paulo en el I Congreso Internacional de Derecho Social en el que habían participado juristas de América y Europa, y que se había  ocupado del contrato individual de trabajo, del contrato colectivo de trabajo y de la seguridad social -esta última reunida con el Derecho del Trabajo bajo el nombre de «Derecho Social». 
El Profesor Balzarini le pidió al Profesor Alexandre Berenstein que contemplara en la organización del II Congreso Internacional de Derecho del Trabajo, en Ginebra, la creación de una asociación internacional de derecho del trabajo, y la Organización Internacional del Trabajo aceptó colaborar activamente con el Congreso, que tuvo lugar en 1957. En una de las sesiones se decidió crear la proyectada asociación internacional y constituir una comisión para tomar contacto con la SIDDS; se llegó así a una reunión en Ginebra en 1958 de la que participaron el Profesor Cesarino, Presidente de la SIDDS, Don C. Wilfred Jenks, Subdirector general de la OIT, Don Jean de Givry, de la OIT y el Profesor Alexandre Berenstein y en la que hubo un acuerdo total sobre la organización de la nueva asociación, cuya creación efectiva se realizaría durante el Congreso de Bruselas, que debía reunirse poco después. Durante el Congreso, el 13 de junio de 1958, se aprobaron por unanimidad los Estatutos de la nueva asociación que nacía así de la fusión de la SIDDS, de un lado, y de los congresos internacionales de derecho del trabajo, de otro.

## Algunas cuestiones sobre el nombre y la sede elegidos
El objeto de la entidad se vinculaba a dos disciplinas que habían tenido un origen común, el Derecho del Trabajo y la Seguridad Social,  pero ésta tuvo un desarrollo que la convirtió en una disciplina independiente, a menudo alejada del Derecho del Trabajo; sin embargo, las dos disciplinas conservan puntos comunes y son los componentes fundamentales de lo que se llama, en la terminología francesa, el «derecho social», que comprende las normas jurídicas destinadas a llevar a cabo la política social. Por todo ello se acordó agrupar en una asociación única a los juristas de las dos materias y que la Sociedad debía consagrarse de forma semejante a las dos disciplinas.
Inicialmente se había contemplado crear una «asociación internacional de derecho del trabajo y de la seguridad social», pero cuando se advirtió una posible confusión con la ya existente «Asociación internacional de la seguridad social» (AISS),  que agrupa a las instituciones de la seguridad social de los distintos países del mundo, se adoptó el término «Sociedad Internacional». Por otra parte, los juristas de habla inglesa observaron que en los Estados Unidos el término «social security» era entendido generalmente no con un alcance general sino limitado al régimen de la ley «Social Security Act», por lo cual se denominó a la Sociedad en inglés «International Society for Labour Law and Social Legislation». Esta dificultad no se presentó para las versiones alemana y española. Más adelante, sin embargo, en la denominación inglesa, el término «Social Legislation» fue reemplazado por «Social Security», como en los otros idiomas. Para la sede se eligió la ciudad de Ginebra, de forma que la Sociedad se rige por el Código civil suizo que, a este respecto, es el más liberal que existe porque la única formalidad que exige consiste en adoptar un estatuto; las asociaciones de derecho suizo que -- como esta Sociedad -- no tienen una finalidad económica, no requieren ninguna autorización oficial ni ningún tipo de inscripción en el registro oficial.
El primer Presidente fue Paul Durand, profesor de la Facultad de Derecho en París y el primer Secretario General el Profesor Alexandre Berenstein, que más adelante sería designado Presidente honorario de la entidad.

## Organización
La Sociedad nació como una asociación compuesta por individuos que «justificaran su interés hacia el derecho del trabajo o de la seguridad social, ya sobre la base de su trabajo científico, ya en virtud del carácter de su actividad profesional» y fueran admitidos por el Comité Ejecutivo.Posteriormente se modificaron los estatutos y, en principio, ya no eran individuos quienes adquirían la calidad de miembros, sino secciones nacionales. Solamente personas que no pertenecieran a secciones nacionales (ya fuera porque no existiera en su país o porque se tratara de funcionarios internacionales) podían conservar la calidad de socios individuales. Asimismo, la Sociedad admitía en su seno a instituciones científicas. Los miembros de las secciones podían ser, además de juristas, «otros expertos del derecho del trabajo y de la seguridad social». 
La conducción la realiza un Comité Ejecutivo, cuyos miembros son elegidos por la Asamblea general. El Congreso, que se reuniría en períodos de tiempo que irían de dos a cinco años, se consagra a tareas científicas y podía estar abierto a personas que no fueran miembros de la Sociedad.

## Actividades
Además de la organización de Congresos Internacionales, la entidad colabora con otras organizaciones internacionales como la Organización Internacional del Trabajo, la Asociación internacional de la seguridad social, la Asociación internacional de ciencias jurídicas y con la Asociación internacional de derecho comparado. También estuvo relacionada con la Asociación internacional para el progreso social -hoy desaparecida- sucesora de la Asociación internacional para la protección legal de los trabajadores, precursora de la OIT. Otras organizaciones con las que se mantienen relaciones cordiales son la Asociación Internacional de Relaciones Laborales (International Industrial Relations Association), y organizaciones regionales, como la Asociación Iberoamericana de Derecho del Trabajo.